# Spiritual Warfare
Spiritual Warfare è un videogioco a tema cristiano pubblicato da Wisdom Tree per NES e Game Boy nel 1992, e due anni dopo per Mega Drive.

## Trama
Il giocatore, come soldato nell'esercito di Dio, ha il compito di salvare le anime del popolo pagano, utilizzando il Frutto dello Spirito.

## Modalità di gioco
Il gameplay ha molte somiglianze con The Legend of Zelda, tra cui una visuale dall'alto, la possibilità di portare due oggetti insieme, l'indicatore della salute in cuori, lo scorrimento dello schermo quando si passa da un'area all'altra, e anche alcuni oggetti (come la zattera e la torcia). Lanciando contro i nemici il Frutto dello Spirito, questi verranno convertiti e si lasceranno alle spalle una colomba (che rappresenta l'anima), la quale può essere raccolta.
Anche se lo scopo è convertirli, gli umani possono comunque essere uccisi; uccidendoli un demone può talvolta apparire e attaccare il personaggio. I demoni sono più agili rispetto agli altri nemici, ma possono essere sconfitti con un frutto. Esorcizzato un certo numero di demoni, bisognerà rispondere ad alcune domande sulla Bibbia.